# José Tapia
José Tapia (sinh ngày 19 tháng 2 năm 1905) là cựu huấn luyện viên bóng đá người Cuba. Ông đã từng dẫn dắt Đội tuyển bóng đá quốc gia Cuba tại Giải vô địch bóng đá thế giới 1938, nơi họ bị loại ở tứ kết bởi Thụy Điển, đây cũng là lần góp mặt duy nhất của đội tại một vòng chung kết Giải vô địch bóng đá thế giới.